# Первичная смола
Первичная смола - продукт полукоксования. Представляет собой сложную смесь различных органических веществ, конденсируются из газа полукоксования (прямого газа) при температуре 30-50 ° С. Как правило, она остается жидкой при комнатной температуре, имея различную вязкость, однако некоторые торфы и  бурый уголь дают иногда густые первичные смолы из-за наличия в них значительного количества твердых парафинов . Плотность смолы близка к единице (0,845-1,078), цвет меняется от желто-бурого до темно-бурого.